# Vincetoxicum atratum
Vincetoxicum atratum är en oleanderväxtart som först beskrevs av Aleksandr Andrejevitj Bunge, och fick sitt nu gällande namn av Morren och Decaisne. Vincetoxicum atratum ingår i släktet tulkörter, och familjen oleanderväxter. Inga underarter finns listade i Catalogue of Life.